# Sukurlam
Sukurlam fue el noveno rey antediluviano, según la información del WB-62 presentada por el IBSS, que reinó durante 28.800 años, desde el 64.800 al 36.000 antes del diluvio. Está estrechamente identificado con el bíblico Lamech, fue hijo de Enmenduranna y su sucesor fue Ziusudra.